# Sylwester Machnikowski
Sylwester Machnikowski (ur. 20 grudnia 1903 w Turzy pod Wągrowcem, zm. 18 października 1939 w Poznaniu) – polski historyk, nauczyciel, dziennikarz, społecznik i regionalista, specjalizujący się w historii Ziemi Leszczyńskiej i Ziemi Wschowskiej. Korporant, członek Korporacji Akademickiej Lechia. 

## Życiorys
Absolwent Gimnazjum w Wągrowcu. Następnie w latach 1922–1926 studiował na Uniwersytecie Poznańskim historię i filologię klasyczną. W okresie tym wstąpił do Korporacji Akademickiej Lechia. Jego praca magisterska, napisana pod kierunkiem wybitnego historyka, prof. Kazimierza Tymienieckiego, na temat miejscowości Borek w pow. koźmińskim, została doceniona i opublikowana w „Rocznikach Historycznych” w 1928 roku. 
Następnie pracował jako nauczyciel historii i geografii w poznańskim Gimnazjum św. Marii Magdaleny, przygotowując równocześnie pracę doktorską z orientalistyki. W 1930 roku został przeniesiony do Leszna na posadę nauczyciela w Liceum im. Komeńskiego. W okresie tym poświęcał się swoim pasjom, to jest regionalistyce i działalności społecznej, zbierając materiały poświęcone dziejom regionu. W 1932 roku założył nowe czasopismo Ziemię Leszczyńską, którego to został redaktorem i wydawcą. Na łamach tego wydawnictwa publikował różne artykuły. Od 1934 roku zmienia temat doktoratu i zbiera materiały potrzebne do napisania dysertacji Osadnictwo i stosunki gospodarcze Ziemi Wschowskiej do XVI wieku, przygotowywanej pod kierunkiem prof. Kazimierza Tymienieckiego. 
28 września 1939 roku Sylwester Machnikowski został aresztowany przez Niemców, a następnie przewieziony do Poznania, gdzie zmarł 18 października 1939 roku. 
Jego grób znajduje się na Cmentarzu Parafialnym w Lesznie.

## Ordery i odznaczenia
- Srebrny Krzyż Zasługi (11 listopada 1936)[3]

## Upamiętnienie
W uznaniu zasług jego imieniem nazwano jedną z ulic w Lesznie.